# سوزان كينغ
سوزان كينغ (بالإنجليزية: Susan King)‏ (1951، نيويورك في الولايات المتحدة)؛ كاتِبة وروائية أمريكية.